# 壹岐機場
壹岐機場（日语：いきくうこう、英语: Iki Airport）是由長崎縣壹岐市管理的地方机场。

## 航空公司與航點
| 航空公司       | 目的地 |
| -------------- | ------ |
| 東方空橋（OC） | 長崎   |

## 历史

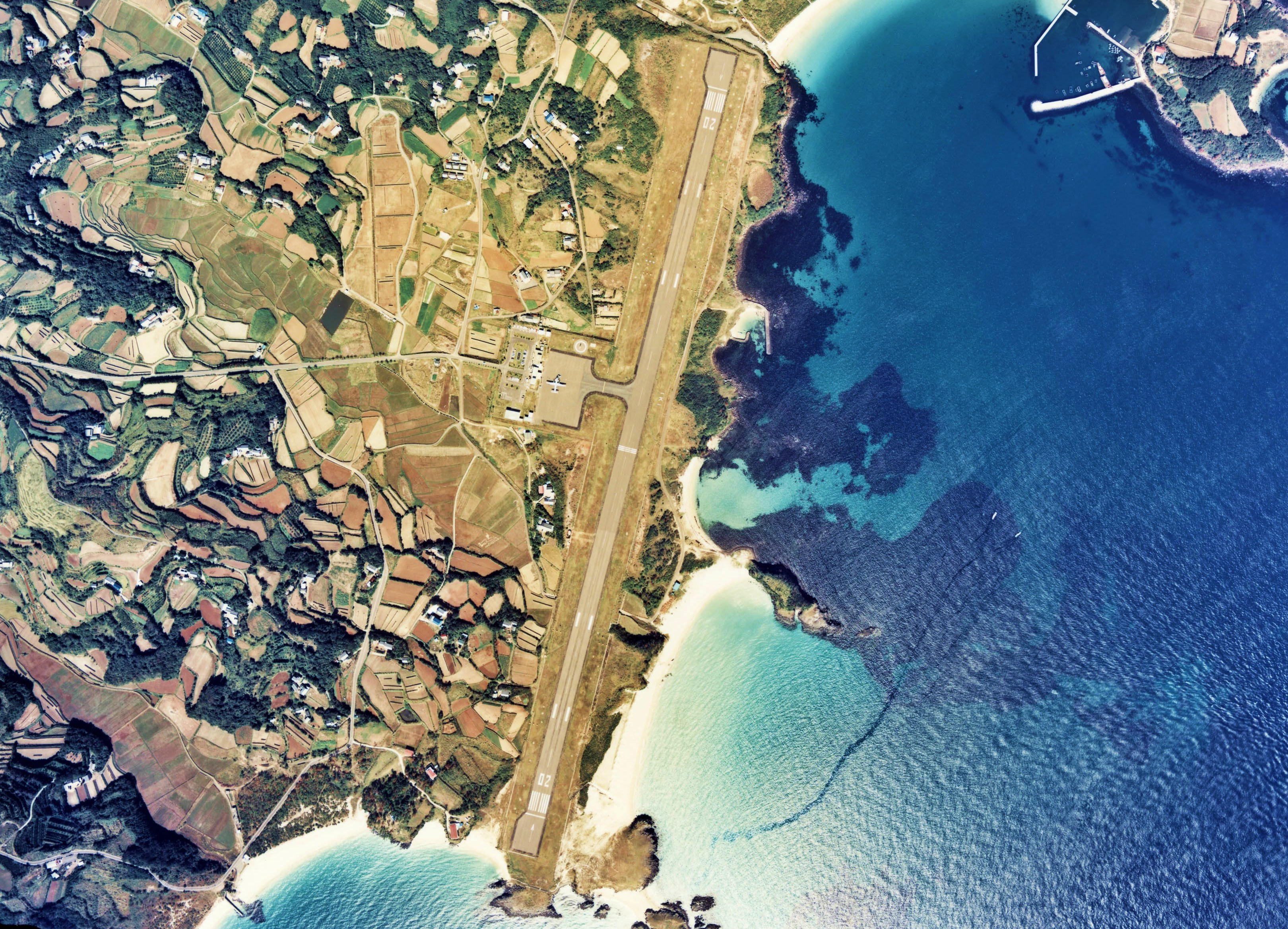
机场航拍照片（1977年拍摄）

- 1965年2月27日，日本航空的康维尔880型客机(JA8023, KAEDE) 在壱岐机场进行训练时，因驾驶员操纵失误起落架刮碰到跑道末端，导致机体破损着火，机上六名乘员，两名负重伤[1]。
- 1966年7月10日，机场正式开放使用
- 2011年5月28日，东方空桥开始运营五島市福江机场至壱岐机场间的包机航线（英文：Charter airlines）。
- 2018年5月10日-24日，美国通用原子-航空系统公司（英文名：General Atomics Aeronautical Systems、GA-ASI）在壹岐機場开展了MQ-9B“海上卫士”无人机(英文名：MQ-9B SeaGuardian)的功能性验证试验[2]。

## 外部連結
- ANA機場导航-壹岐机场 （页面存档备份，存于）（日語）